# ライスショルダー
『ライスショルダー』は、なかいま強著の漫画作品。講談社の漫画雑誌「モーニング」にて2007年第7号（2月1日発売）から隔週連載開始、2012年第24号（5月10日発売）より2013年51号まで連載された。
岩手県の田舎町に住む、ケタはずれの体格・パワーを持つ18歳の女の子・秋野おこめが、女子ボクシングのプロボクサーになって活躍する姿を描いた作品である。

## ストーリー
おこめは、流しの父親と幼い弟妹3人（だいず、こむぎ、あずき）の5人家族。母親は亡くしている。ある日、村の奉納相撲大会に出場したおこめは、並み居る男性のアマチュア力士をまったく寄せ付けず、圧倒的な強さで優勝する。その活躍が、目玉となる女子ボクサーの発掘に苦心していた"次郎ボクシングクラブ"のトレーナー・夏木茜の眼に留まり、スカウトされるが一旦は断る。
しかし、父親が東京の音楽プロデューサー・弁天にスカウトされて家出、姉弟たちは父親を探すために茜を頼って上京。会長はなんだかんだと理由をつけては、サンドバッグを叩かせたり、スパーリングさせるがそのパワーに圧倒され、ボクサーとしての才能にほれ込む。父はまもなく見つかり、父に「みんなで岩手に帰ろう」と言われるが、K介との会話で自分の才能に目覚めたおこめは、ボクサーになることを決意する。
プロテストを受けることになったおこめだが、ヘビー級相当のスパーリング相手がおらず、女子スーパーフェザー級世界チャンピオン・天海ルビーと対戦、見事3Rを闘い、天海を病院送りにしてプロテストに合格する。調子に乗った会長は"おこめに勝ったら100万円"という懸賞で挑戦者を誘おうとする。それに乗って、今度は女子スーパーウェルター級世界チャンピオンが挑む。

## 主な登場キャラクター

### 次郎ボクシングクラブ
秋野おこめ
身長193cm、体重92kg（実際には103kg）の体格とケタはずれのパワーを持った18歳の女の子。父を捜すため、岩手から上京。ボクシング経験が皆無にも関わらず、天性の闘争本能とパワーを買われて女子プロボクサーの道を歩むことになる。
夏木茜
次郎ボクシングクラブのトレーナー。元日本バンタム級チャンピオン。29歳・Aカップ。もともとはショルダーあかねのリングネームで闘志あふれるファイター型の選手として活躍していたが、試合中のアクシデントによるヒザの故障で3年前に引退。実家はもんじゃ焼き店「いまだ」。おこめらを実家に泊める。ひざの完治を信じて秘かにトレーニングを続けるも、おこめのプロテストでおこめにアドバイスをしていた際、おこめの右ストレートを浴びて肩の筋肉にダメージを受け、現役復帰を断念。通算戦績は23勝1敗15KO。
会長
本名不詳。次郎ボクシングクラブの経営者。すらりと伸びた足が自慢。現役時代のリングネームはバンビーノ次郎。おこめを女子のみならず、男子をも含めた、世界のヘビー級チャンピオンにすることを夢見る。
石松美春
次郎ボクシングクラブ所属の女子ボクサー。元アマチュアボクサーでアマ戦績は1勝5敗。埼玉県出身、24歳、身長158cm・体重49kg（フライ級）。Aカップ。茜に憧れてボクサーになるも成績は振るわず。おこめとの最初のスパーリング相手に志願するも4秒であっけなくKO。動体視力は良いが、パンチ力不足が致命的。ただいま足腰強化中。根性だけはムダにある。おこめと一緒にプロテストを受け、ボコボコにされながらも何とか合格。
ウルフK介（森下毛介）
次郎ボクシングクラブ所属のボクサー。日本フェザー級8位のプロボクサー。戦績は7戦7勝(7KO)(戦績はすべて初登場時点)。おこめとのスパーリングでKOされ、ガードしていた腕を骨折。
城間朝光（ぐすくま ちょうこう）
次郎ジム期待のボクサー。日本ライト級3位。沖縄県出身。しばらくジムに不在だった日本チャンピオンを目指しタイトル戦に挑む。実力的には上だったが精神的な弱さが出てKO負け。おこめがジムに入って以来、専任トレーナの伝さんを含むジム全員の眼がおこめに集まり、自分が注目されなくなったのでいじけている。
石川伝達
67歳。通称：伝さん。次郎ジム専属最古参トレーナー。父はもと郵便配達夫であった。酒に酔うと安来節を踊る。

### 山本ジム
山本虎穴
女子専門ボクシングジムを経営。日本ボクシングコミッション(JBC)が女子のプロ選手を認めていないため（※）、数年前に「女子日本ボクシング協会」を設立、女子選手や所属ジムの受け皿となった。女子プロボクサーライセンスも発行している。モデルは日本女子ボクシング協会会長・山木敏弘。
天海ルビー（てんかい るみ ）
世界女子スーパーフェザー級チャンピオン。身長164cm、体重58kg。Aカップ。本名は留美。ヘビー級のおこめのプロテスト相手がいないため、スパーリング相手に自ら名乗り出る。以前はボクサー型の選手であったが茜が引退した後は女子ボクシングを盛り上げるため1年間の武者修行を行いファイター型へ変身した。戦績は16戦全勝11KO。

### アダチボクシングジム
菊市朱雀（きくいち すざく）
世界女子スーパーウェルター級チャンピオン。身長182cm、体重70kg。チャンピオンのプライドを捨てておこめとの100万円懸賞試合に応募。「とにかく勝てればよい」をモットーとしている。性格は当然よくなく、友達はいない。しかしおこめとの対戦の懸賞金100万円を、病気で弱っている所属ジムのオーナーの治療費に充ててジムを立て直そうと画策する優しい一面もある。おこめとのエキシビジョンマッチでKO負けを喫し病院送りになった。
足立平助
菊市朱雀が所属するアダチボクシングジムの会長。老いてなおスケベ。マッサージが特技。

### タイ
ブッサバー・レックファー
タイのヘビー級女子ボクサー。身長200cm、体重110kg。5人兄弟の長女で町へ出稼ぎへ出るも、仕事が見つからず当たり屋をするが逮捕され刑務所へ入れられる。ボクシングを始めるも農作業中両親が地雷により死亡する。世界チャンピオンになって兄弟を食べさせるため、同じく対戦相手が見つからなかったおこめをタイへ招き刑務所内にて試合を行う。

### 韓国
ホ・ボサン
ヘビー級東洋太平洋チャンピオン。イニョンジム所属。韓国人。なんにかんしても自信たっぷりの性格で夢はハリウッド女優。ウン・スジと同じく以前はソフトボールのピッチャーであったが、ソフトボールがオリンピックの種目から外れたためボクシングへ転向。アッパーのみで東洋太平洋チャンピオンまで上り詰める。初防衛戦におこめを指名。
ウン・スジ
韓国のS・フェザー級ボクサー。世界ランク1位。イニョンジム所属。韓国人。幼い頃の助けてもらった経験からボサンを盲目的に慕う。元ソフトボールの選手でポジションはキャッチャー。リーグの首位打者を取るほどの選手であったがボサンがボクシングに転向したためそれに従う。ボクシングのスタイルはカウンター使い。プロ6戦目で世界女子スーパーフェザー級チャンピオン天海ルビーへ挑戦する。

### アメリカ
ハンナ・パーシラ
世界女子ヘビー級ランキング2位の女子ボクサー。アメリカ東部の治安が非常に悪い街で生まれ育つ。確かな技術を持つ攻撃型ファイターだが気性が荒く、出身を貶されると我を忘れ、試合中でも肘打ちや膝蹴りなどを繰り出すため半年間試合禁止の処分を受けていた。復帰戦でおこめと対戦する。
キンドル・F・クーパー
アメリカの大物プロモーター。日本に留学経験がある。ハンナとおこめの試合を実現するために様々な手を回す。カーネル・サンダースの人形にそっくりでヤクルト好き。

### その他
秋野穀
おこめの父。流し。ある日弁天大作にスカウトされ、歌手になる夢を追うために家出して上京。
秋野苗
おこめの母。気丈な性格で、穀に「子供たちは私に任せてあなたは自分の夢を追いなさい」と告げる。（連載開始時点で逝去していた設定で、回想シーンでのみ登場する）。
だいず、こむぎ、あずき
おこめの弟妹。
弁天大作
音楽プロデューサー。東京都内で小さなプロダクションを経営している。宮古市の酒場で穀の声に惚れ込んでスカウト。穀と紅白に出場するのが夢。
亀戸の母
占い師。石松美晴に下半身を鍛えることを進言し、それに従った石松がプロテストに合格して以来、石松が信頼を置いている。石松に連れられておこめも占ってもらうが「成功しても地獄、失敗してもなお地獄」と言われる。実は恋愛占い師。
千場紗緒
雑誌「突撃スポーツ」の女性記者。公営ギャンブルを担当から女子ボクシング担当に異動したばかりでボクシングはド素人だが勉強熱心な記者。ハンナ戦を前にしたおこめの密着取材を行う。目が悪く、色つきの医療用コンタクトとメガネを併用している。額の真ん中にほくろがある。そのうえ、名前の響きが似ていることから千昌夫によく間違えられる。
後に『うっちゃれ五所瓦 粘り腰編』に登場、こちらでは女子ボクシング担当から大相撲担当に異動したばかりとなっている。方向音痴。
※編注：JBCは女子選手へのプロライセンス発行を解禁し、2008年2月からプロテストを実施している。

## 単行本
- ライスショルダー（1） ISBN 978-4-06-372646-6
- ライスショルダー（2） ISBN 978-4-06-372647-3
- ライスショルダー（3） ISBN 978-4-06-372687-9
- ライスショルダー（4） ISBN 978-4-06-372746-3
- ライスショルダー（5） ISBN 978-4-06-372791-3
- ライスショルダー（6） ISBN 978-4-06-372833-0
- ライスショルダー（7） ISBN 978-4-06-372876-7
- ライスショルダー（8） ISBN 978-4-06-372920-7
- ライスショルダー（9） ISBN 978-4-06-372973-3
- ライスショルダー（10） ISBN 978-4-06-387025-1
- ライスショルダー（11） ISBN 978-4-06-387076-3